# Atak na pole gazowe In Amnas
Atak na pole gazowe In Amnas (I-n-Aménas) w Algierii i wzięcie zakładników miało miejsce 16 stycznia 2013 o świcie. Uzbrojona grupa islamistyczna pod nazwą Zamaskowany Batalion uwięziła na polu gazowym In Amnas 790 pracowników kompleksu, w tym 132 cudzoziemców, pracowników koncernów naftowych. Terroryści utrzymywali, iż jest to odwet za interwencję Francji w Mali na terenach zajętych przez islamistów, jednak przedstawiciele władz niektórych państw podkreślali, że zorganizowanie tego typu akcji wymagało długich przygotowań i musiało być planowane znacznie wcześniej. Kryzys na polach gazowych zakończył się po czterech dniach w wyniku akcji algierskich antyterrorystów, śmiercią 29 porywaczy i 38 zakładników.

## Przebieg wydarzeń
16 stycznia 2013 o 5. rano czasu lokalnego, ugrupowanie Muchtara Bilmuchtara, byłego dowódcy Al-Kaida Islamskiego Maghrebu – Zamaskowany Batalion, zaatakowało autobus przewożący pracowników kompleksu gazowego In Amnas. Pole to eksploatowane jest przez algierski koncern naftowy Sonatrach, a także brytyjski koncern BP i norweski Statoil. Do ataku w wykonaniu 34 terrorystów, doszło na drodze 3 km od pól naftowych, które znajduje się kilkadziesiąt kilometrów od granicy z Libią.
Atak na autobus został odparty przez eskortujące je siły bezpieczeństwa i dojechał do kompleksu i miejsca pracy zakładników. W zasadzce zginął jeden Brytyjczyk oraz obywatel Algierii. Rannych zostało sześć osób - dwóch Brytyjczyków, Norweg oraz dwóch algierskich żandarmów i algierski agent ochrony. Śmierć brytyjskiego pracownika potwierdziło MSZ tego kraju.
Za autobusem w pościg udali się terroryści poruszający się trzema pojazdami pomalowanych w barwach firmy Sonatrach, zarejestrowanych w Libii i na miejscu wzięli zakładników. W oświadczeniu porywacze napisali, że w ich rękach znalazło się 41 osób, w tym wielu obcokrajowców. Faktyczna liczba zakładników porwanych na polach gazowych wyniosła 656 Algierczyków i 132 obcokrajowców z 26 państw. Porywacze uzbrojeni byli zarówno w broń lekką, jak i ciężką. W swoim arsenale mają moździerze oraz pociski przeciwlotnicze. Zakładnicy algierscy zostali zwolnieni i mogli przystąpić do pracy, jednak nie wolno było im opuścić pól gazowych. Z kolei obcokrajowcy byli przetrzymywani w jednym ze skrzydeł kompleksu, którego teren został zaminowany.
Według porywaczy wśród obcokrajowców byli Norwegowie, Amerykanie, Japończycy oraz obywatele Francji i Wielkiej Brytanii. Obecność Norwegów potwierdził premier tego kraju Jens Stoltenberg. Francuska telewizja France 24 poinformowała, że udało się jej skontaktować telefonicznie z francuskim zakładnikiem, który przekazał iż wśród porwanych są też Malezyjczycy i Filipińczycy. Rebelianci dodali, że przetrzymywani byli także Rumuni, Tajlandczycy, Kolumbijczycy oraz Koreańczycy. Łącznie uprowadzono 132 cudzoziemców.
Porywacze podali, że uprowadzenie zakładników w Algierii było „odpowiedzią na oburzającą ingerencję Algierii, która zezwoliła francuskiemu lotnictwu na korzystanie ze swej przestrzeni powietrznej w celu prowadzenia operacji na północy Mali”, kontrolowanej od pół roku przez dżihadystów. Przestrzegli również siły zbrojne przed próbą odbicia zakładników, która mogła nieść „tragiczne skutki”. Porywacze zażądali zakończenia operacji w Mali oraz uwolnienia 100 bojowników przetrzymywanych w więzieniach Algierii i przetransportowanie ich do Mali. Algierskie MSZ podało, że terroryści chcieli opuścić kraj razem z zakładnikami, na co im nie zezwolono. Zamknięto też granicę z Libią. Algieria odmówiła również negocjacji z porywaczami. Wśród porywaczy było 11 Tunezyjczyków, trzech Algierczyków, dwóch Nigerczyków, Mauretańczyk oraz obywatele Egiptu i Mali, a także co najmniej jeden Kanadyjczyk. Jeden z terrorystów był uprzednio zatrudniony w kompleksie jako kierowca, ponadto mieli wspólników wewnątrz kompleksu.
Późnym wieczorem 16 stycznia 2013, mimo ostrzeżeń bojowników, algierskie siły zbrojne przystąpiły do szturmu na pola gazowe. Doszło wówczas do wymiany ognia, podczas której Algierczycy się wycofali, jednak otoczyli zajęty przez rebeliantów kompleks. 17 stycznia 2013 w południe śmigłowce ostrzelały pozycje islamistów. W momencie rozpoczęcia ataku terroryści podzielili zakładników na dwie grupy. Algierczyków zamknięto w kompleksie mieszkalnym, z kolei cudzoziemców użyto jako „żywe tarcze”. Podczas ataku z miejsca przetrzymywania uciekło ok. 25 obcokrajowców i setki Algierczyków. Dwóch japońskich zakładników zostało rannych. Części obcokrajowców terroryści nakazali założyć pasy wyładowane materiałami wybuchowymi. Po południu doszło do szturmu na pola gazowe, w wyniku którego śmierć ponieśli zarówno zakładnicy jak i porywacze. Według algierskiej stacji telewizyjnej zginęło dwóch Brytyjczyków oraz dwóch Filipińczyków. Inne źródła mówią o siedmiu, bądź 12 zabitych zakładnikach.
18 stycznia 2013 podano, iż uwolniono 573 Algierczyków w tym około stu ze 132 porwanych cudzoziemców. 19 stycznia 2013 algierscy antyterroryści podjęli kolejny szturm na kompleks gazowy. W wyniku akcji zabito 32 porywaczy z sześciu różnych krajów. Pięciu z nich zostało pojmanych i aresztowanych. Armia algierska skonfiskowała pokaźny arsenał broni, w tym granatniki przeciwpancerne i granaty przytroczone do tzw. pasów szahida. Na terenie kompleksu zamordowano 38 zakładników – 37 obcokrajowców i Algierczyka. Wielu obcokrajowców zostało zabitych strzałem w głowę. O śmierci zakładników z danych krajów, informowały władze Wielkiej Brytanii, Francji, USA, Rumunii. Świadkowie podali, że terroryści w czasie trwania kryzysu dokonali egzekucji dziewięciu japońskich pracowników. Władze Norwegii i Malezji informowały o zaginionych. Od czasu pierwszego szturmu i próby odbicia zakładników, siły algierskie uwolniły łącznie 107 cudzoziemców i 655 Algierczyków.
Do przeprowadzenia ataku na pola gazowe w In Amnas przyznało się ugrupowanie Muchtara Bilmuchtara – Zamaskowany Batalion. Organizacja ostrzegł Algierczyków, by „trzymali się z dala od instalacji zagranicznych firm, ponieważ uderzy tam, gdzie jest to najmniej oczekiwane”. Ugrupowanie powiązane z Al-Kaidą Islamskiego Maghrebu zagroziło tym samym kolejnymi atakami. Działania terrorystów zostały zdecydowanie potępione przez społeczność międzynarodową. Prezydent Stanów Zjednoczonych Barack Obama ostro potępił napad islamskich terrorystów na algierską rafinerię i podkreślił także, że liczy na ściślejszą współpracę z sojusznikami USA w zwalczaniu terroryzmu w Afryce. Premier Japonii Shinzō Abe skomentował atak w Algierii jako „wyjątkowo nikczemny akt”.

## Ofiary zamachu
Tabela nie zawiera narodowości terrorystów, którzy zginęli w ataku. 
| Kraj              | Liczba ofiar |
| ----------------- | ------------ |
| Japonia           | 10           |
| Filipiny          | 9            |
| Wielka Brytania   | 6            |
| Norwegia          | 5            |
| Stany Zjednoczone | 3            |
| Malezja           | 2            |
| Rumunia           | 2            |
| Algieria          | 1            |
| Francja           | 1            |
| Kolumbia          | 1            |
| Brak danych       | 27           |
| Razem             | 67           |